# إيبوه
إيبوه (بالإنجليزية: Ipoh)‏ هي مدينة تقع في ماليزيا في فيرق. يقدر عدد سكانها بـ 657,892 نسمة ومساحتها 643 كم2 وترتفع عن سطح البحر 21.95 متر .

## المناخ
يظهر الجدول التالي التغييرات المناخية على مدار السنة لإيبوه:
| البيانات المناخية لـإيبوه               | البيانات المناخية لـإيبوه | البيانات المناخية لـإيبوه | البيانات المناخية لـإيبوه | البيانات المناخية لـإيبوه | البيانات المناخية لـإيبوه | البيانات المناخية لـإيبوه | البيانات المناخية لـإيبوه | البيانات المناخية لـإيبوه | البيانات المناخية لـإيبوه | البيانات المناخية لـإيبوه | البيانات المناخية لـإيبوه | البيانات المناخية لـإيبوه | البيانات المناخية لـإيبوه |
| الشهر                                   | يناير                     | فبراير                    | مارس                      | أبريل                     | مايو                      | يونيو                     | يوليو                     | أغسطس                     | سبتمبر                    | أكتوبر                    | نوفمبر                    | ديسمبر                    | المعدل السنوي             |
| --------------------------------------- | ------------------------- | ------------------------- | ------------------------- | ------------------------- | ------------------------- | ------------------------- | ------------------------- | ------------------------- | ------------------------- | ------------------------- | ------------------------- | ------------------------- | ------------------------- |
| متوسط درجة الحرارة الكبرى °م (°ف)       | 32.9 (91.2)               | 33.7 (92.7)               | 33.9 (93.0)               | 33.7 (92.7)               | 33.5 (92.3)               | 33.3 (91.9)               | 33.0 (91.4)               | 33.0 (91.4)               | 32.5 (90.5)               | 32.4 (90.3)               | 32.1 (89.8)               | 32.1 (89.8)               | 33.0 (91.4)               |
| متوسط درجة الحرارة الصغرى °م (°ف)       | 22.6 (72.7)               | 23.0 (73.4)               | 23.4 (74.1)               | 23.9 (75.0)               | 24.0 (75.2)               | 23.7 (74.7)               | 23.2 (73.8)               | 23.3 (73.9)               | 23.2 (73.8)               | 23.1 (73.6)               | 23.1 (73.6)               | 22.8 (73.0)               | 23.3 (73.9)               |
| معدل هطول الأمطار مم (إنش)              | 132.3 (5.21)              | 149.8 (5.90)              | 169.9 (6.69)              | 259.1 (10.20)             | 210.9 (8.30)              | 151.8 (5.98)              | 156.6 (6.17)              | 157.8 (6.21)              | 216.0 (8.50)              | 297.2 (11.70)             | 275.4 (10.84)             | 251.1 (9.89)              | 2٬427٫9 (95.59)           |
| متوسط الأيام الممطرة (≥ 1.0 mm)         | 9                         | 10                        | 12                        | 14                        | 14                        | 10                        | 10                        | 12                        | 15                        | 18                        | 18                        | 15                        | 157                       |
| المصدر: المنظمة العالمية للأرصاد الجوية |                           |                           |                           |                           |                           |                           |                           |                           |                           |                           |                           |                           |                           |

## المدن التوأمة
مدينة يوغياكارتا هي مدينة توأمة لإيبوه.

## أعلام
- بيتر مادن
- شاهرول مصطفى
- محمد هاردي جعفر
- عزيزون عبد القادر
- ميمي تشو